# La región salvaje
La región salvaje es una película mexicana de drama dirigida por Amat Escalante. Fue seleccionada para competir por el León de Oro en el Festival Internacional de Cine de Venecia de 2016. La película es protagonizada por Ruth Ramos, Simone Bucio, Jesús Meza y Edén Villavicencio. Escalante ganó el León de Plata por mejor dirección.

## Argumento
La vida de un joven matrimonio se ve alterada al suceder varios hechos inesperados, una extraña criatura y conflictos ponen a prueba a los protagonistas, quienes enfrentan sentimientos de placer, dolor y desesperación.

## Elenco
- Simone Bucio como Verónica.[5]
- Ruth Ramos como Alejandra.[5]
- Jesús Meza como Ángel.[5]
- Edén Villavicencio como Fabián.
- Andrea Peláez como la madre de Ángel.
- Oscar Escalante como el Sr. Vega
- Bernarda Trueba como Marta.

## Recepción
Para Jacques Mandelbaum del periódico francés Le Monde, la película de "Amat Escalante confronta el género fantástico, para servir como una metáfora en torno a la naturaleza devoradora del deseo".

## Comentarios
Este filme ocupa el lugar 47 dentro de la lista de las 100 mejores películas del mexicanas, según la opinión de 27 críticos y especialistas del cine en México, publicada por el portal Sector Cine en junio de 2020.